# Cosmoledo
Cosmoledo è un atollo dell'Oceano Indiano che fa parte dell'arcipelago delle Seychelles. Si tratta di uno degli atolli compresi nel gruppo di Aldabra, a sua volta riconducibile al gruppo delle Isole Esterne.